# Саруханян, Владимир Гникович
Влади́мир Гни́кович Саруханя́н (арм. Վլադիմիր Սարուխանյան; род. 16 августа 1989, Гюмри) — армянский и российский боксёр, представитель лёгкой и полусредней весовых категорий. Выступал за сборные России и Армении по боксу в середине 2000-х — начале 2010-х годов, бронзовый призёр чемпионата Европы в Анкаре, победитель турниров международного и национального значения, мастер спорта России по боксу. С 2016 года боксирует на профессиональном уровне.

## Биография
Владимир Саруханян родился 16 августа 1989 года в городе Гюмри Ширакской области Армянской ССР, уже в детстве вместе с семьёй переехал на постоянное жительство в Сочи, Россия. Активно заниматься боксом начал в возрасте одиннадцати лет, проходил подготовку в сочинском клубе «Центурион» под руководством заслуженных тренеров России Ашота Минасовича Минасяна и Николая Александровича Подрезова. Тренировался вместе с младшим братом Ваге, который по прошествии лет тоже стал довольно известным боксёром.

### Любительская карьера
Впервые заявил о себе в 2005 году, выиграв чемпионат Европы среди кадетов в Венгрии и чемпионат мира среди кадетов в Англии. Год спустя вновь стал чемпионом кадетского мирового первенства, в частности в финале победил сильного кубинца Ясниэля Толедо. В 2007 году одержал победу на международном турнире «Сталинградская битва» в Волгограде и дошёл до четвертьфиналов на международном турнире Синьцзян в Китае. При этом на чемпионате России в Якутске получил в зачёте полулёгкого веса бронзу, уступив в полуфинале Альберту Селимову.
В 2008 году Саруханян поднялся в лёгкую весовую категорию, но на чемпионате России в Калининграде сумел дойти только до четвертьфинала, где был остановлен Сергеем Шигашевым. Также в этом сезоне выиграл серебряную медаль на международном турнире «Золотой пояс» в Румынии.
На чемпионате России 2009 года в Ростове-на-Дону добрался лишь до 1/8 финала, снова встретился на ринге с Сергеем Шигашевым и вновь уступил ему. В концовке сезона на зимнем национальном первенстве «Олимпийские надежды» выиграл бронзовую медаль. На чемпионате России 2010 года в Санкт-Петербурге так же остановился на стадии 1/8 финала.
Не сумев пробиться в основной состав российской национальной сборной, Владимир Саруханян принял решение представлять на международных соревнованиях Армению и вскоре стал членом армянской боксёрской команды. Так, в 2011 году он занял первое место на международном турнире Гагика Царукяна в Ереване и побывал на чемпионате Европы в Анкаре, откуда привёз награду бронзового достоинства, выигранную в лёгкой весовой категории — в полуфинале его победил турок Фатих Келеш. Кроме того, выступил на чемпионате мира в Баку, где уже в 1/32 финала проиграл представителю США Хосе Рамиресу. В 2012 году одолел всех соперников на чемпионате Армении в Ереване, пытался квалифицироваться на летние Олимпийские игры 2012 года в Лондоне, но не смог получить олимпийскую лицензию и в связи с этим ушёл из любительского бокса.

### Профессиональная карьера
В 2016 году Владимир Саруханян решил попробовать себя среди профессионалов и успешно дебютировал на профессиональном уровне. В течение года одержал семь побед на различных турнирах в России, не потерпев при этом ни одного поражения.